# La Quarte
La Quarte est une commune française située dans le département de la Haute-Saône, la région culturelle et historique de Franche-Comté et la région administrative Bourgogne-Franche-Comté.

## Géographie

### Localisation
La Quarte est un village situé à proximité de la route nationale 19. C'est le premier village de Haute-Saône et de Franche-Comté en venant de Langres.
Il se trouve dans la zone d'emploi de Vesoul et le bassin de vie de Fayl-Billot

### Communes limitrophes
Les communes limitrophes sont  Chauvirey-le-Châtel, Fayl-Billot, La Rochelle, Ouge et Pressigny.

### Géologie et relief
La superficie de la commune est de 3,19 km2 ; son altitude varie de 303  à   386 mètres.

### Hydrographie

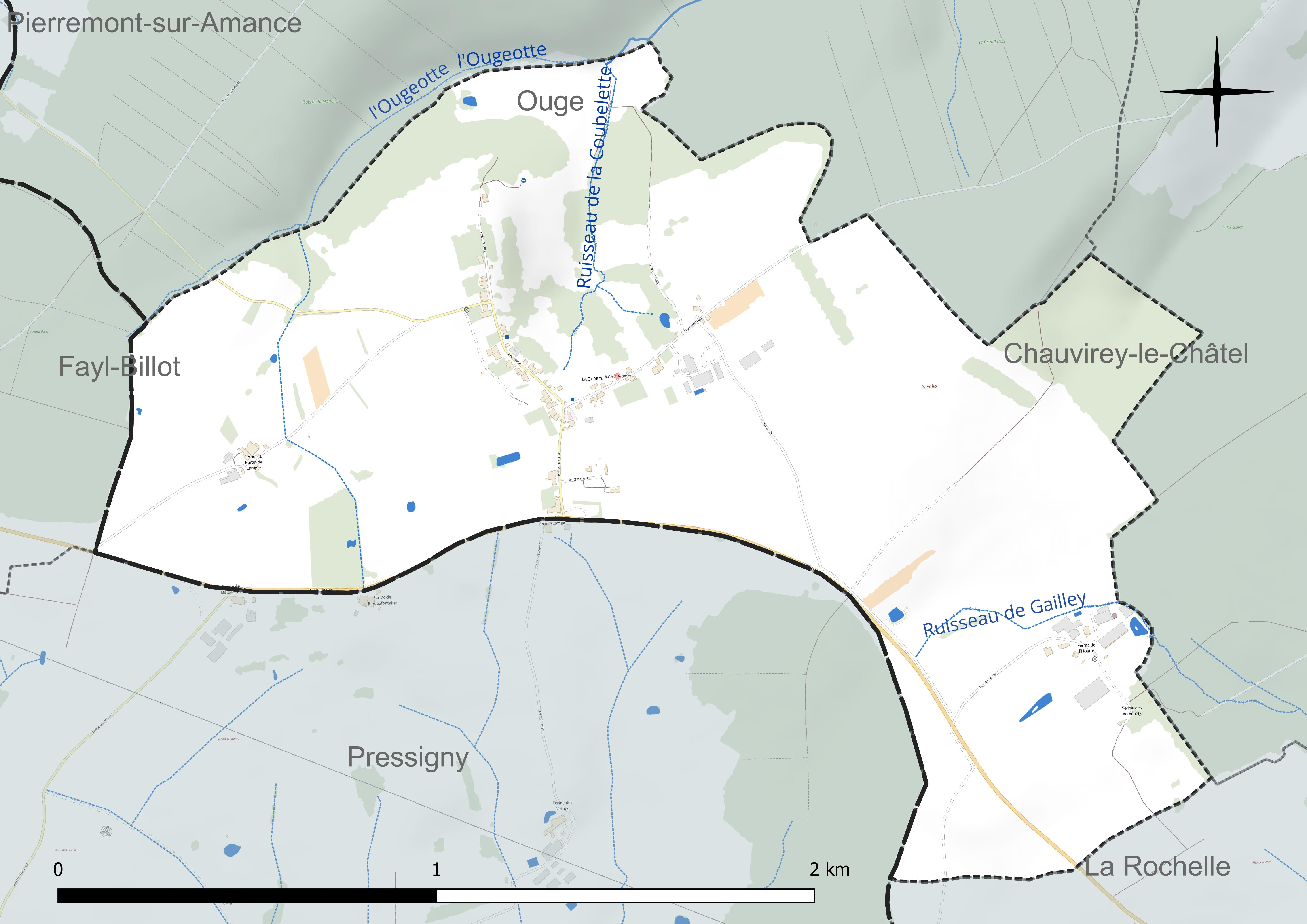
Carte hydrographique de la commune.

Des ruisseaux drainent le territoire communal, dont le ruisseau de Coubelette, l'Ougeotte, qui tangente le nord du territoire communal et le ruisseau de Gaillet.

### Climat
Pour des articles plus généraux, voir Climat de la Bourgogne-Franche-Comté et Climat de la Haute-Saône.
En 2010, le climat de la commune est de type climat des marges montargnardes, selon une étude du Centre national de la recherche scientifique s'appuyant sur une série de données couvrant la période 1971-2000. En 2020, Météo-France publie une typologie des climats de la France métropolitaine dans laquelle la commune est exposée à un climat océanique altéré et est dans la région climatique Lorraine, plateau de Langres, Morvan, caractérisée par un hiver rude (1,5 °C), des vents modérés et des brouillards fréquents en automne et hiver.
Pour la période 1971-2000, la température annuelle moyenne est de 9,7 °C, avec une amplitude thermique annuelle de 17 °C. Le cumul annuel moyen de précipitations est de 955 mm, avec 13 jours de précipitations en janvier et 9,1 jours en juillet. Pour la période 1991-2020, la température moyenne annuelle observée sur la station météorologique installée sur la commune est de 10,4 °C et le cumul annuel moyen de précipitations est de 1 026,0 mm. 
La température maximale relevée sur cette station est de 39 °C, atteinte le 25 juillet 2019 ; la température minimale est de −18 °C, atteinte le 20 décembre 2009,,.
| Mois                                  | jan.             | fév.           | mars           | avril         | mai           | juin          | jui.         | août         | sep.        | oct.        | nov.           | déc.         | année    |
| ------------------------------------- | ---------------- | -------------- | -------------- | ------------- | ------------- | ------------- | ------------ | ------------ | ----------- | ----------- | -------------- | ------------ | -------- |
| Température minimale moyenne (°C)     | −1,1             | −0,6           | 1,6            | 4,3           | 8,3           | 11,6          | 13,2         | 13,2         | 9,6         | 6,5         | 2,5            | −0,2         | 5,7      |
| Température moyenne (°C)              | 1,8              | 3,1            | 6,5            | 10            | 13,8          | 17,5          | 19,3         | 19           | 15,2        | 10,9        | 5,7            | 2,6          | 10,4     |
| Température maximale moyenne (°C)     | 4,7              | 6,8            | 11,3           | 15,7          | 19,4          | 23,4          | 25,3         | 24,8         | 20,7        | 15,3        | 9              | 5,4          | 15,2     |
| Record de froid (°C) date du record   | −14,5 02.01.1997 | −15,5 05.02.12 | −16,5 01.03.05 | −6,5 08.04.03 | −2 03.05.21   | 2 02.06.06    | 5 03.07.1996 | 3,5 26.08.18 | 2 30.09.21  | −6 29.10.12 | −10 23.11.1998 | −18 20.12.09 | −18 2009 |
| Record de chaleur (°C) date du record | 14 07.01.14      | 21,5 27.02.19  | 24,5 31.03.21  | 28 21.04.18   | 31,5 24.05.09 | 35,5 30.06.19 | 39 25.07.19  | 38 12.08.03  | 33 15.09.20 | 26 12.10.18 | 21,5 08.11.15  | 16 17.12.19  | 39 2019  |
| Précipitations (mm)                   | 89,6             | 73,4           | 80             | 72            | 93,4          | 76,5          | 89,1         | 85,8         | 66,8        | 90,2        | 104,7          | 104,5        | 1 026    |

| Diagramme climatique                                  |             |           |           |             |              |              |              |             |             |           |              |
| J                                                     | F           | M         | A         | M           | J            | J            | A            | S           | O           | N         | D            |
| 4,7−1,189,6                                           | 6,8−0,673,4 | 11,31,680 | 15,74,372 | 19,48,393,4 | 23,411,676,5 | 25,313,289,1 | 24,813,285,8 | 20,79,666,8 | 15,36,590,2 | 92,5104,7 | 5,4−0,2104,5 |
| Moyennes : • Temp. maxi et mini °C • Précipitation mm |             |           |           |             |              |              |              |             |             |           |              |

Les paramètres climatiques de la commune ont été estimés pour le milieu du siècle (2041-2070) selon différents scénarios d'émission de gaz à effet de serre à partir des nouvelles projections climatiques de référence DRIAS-2020. Ils sont consultables sur un site dédié publié par Météo-France en novembre 2022.

## Urbanisme

### Typologie
Au 1er janvier 2024, La Quarte est catégorisée commune rurale à habitat dispersé, selon la nouvelle grille communale de densité à sept niveaux définie par l'Insee en 2022.
Elle est située hors unité urbaine et hors attraction des villes,.

### Occupation des sols

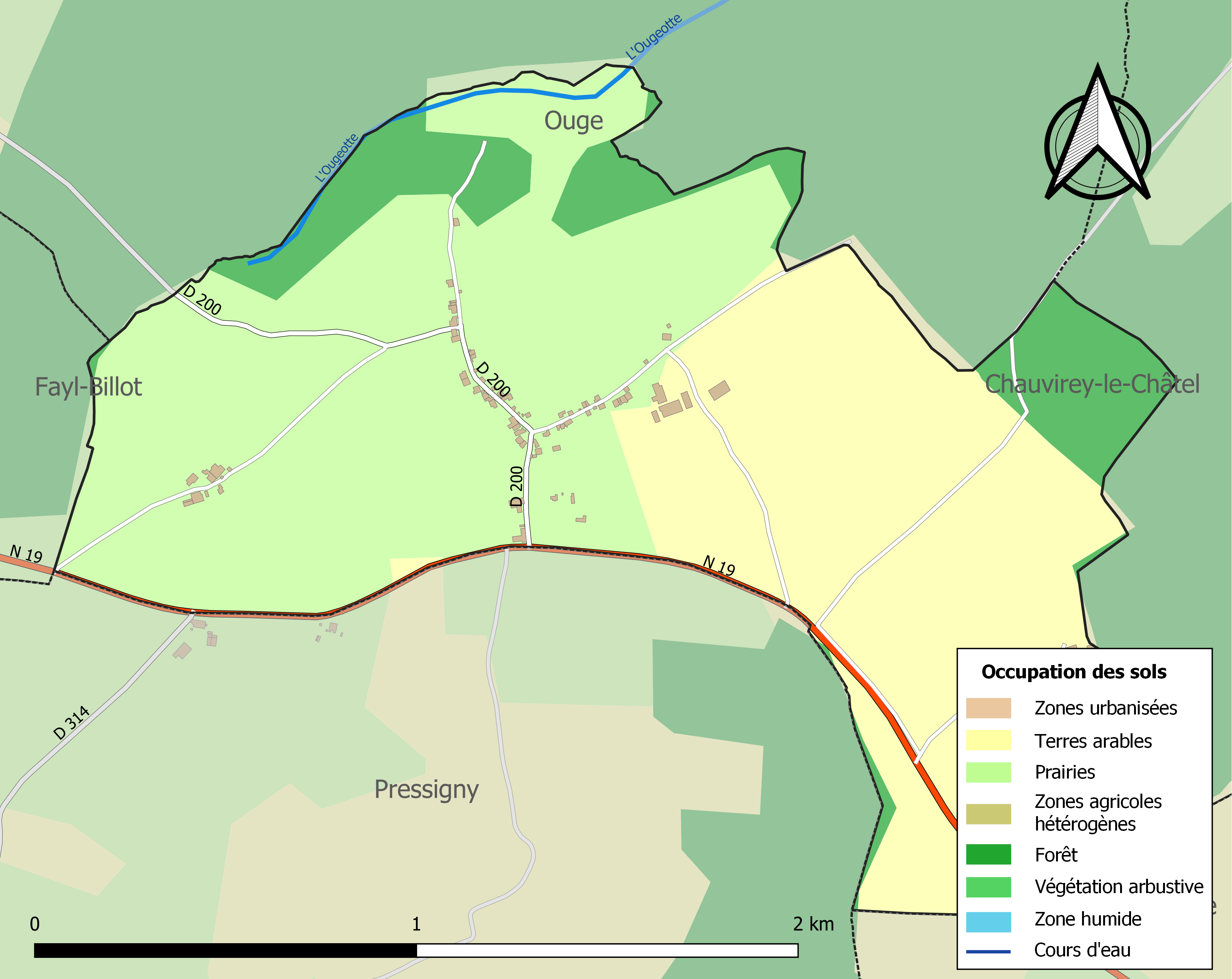
Carte des infrastructures et de l'occupation des sols de la commune en 2018 (CLC).

L'occupation des sols de la commune, telle qu'elle ressort de la base de données européenne d’occupation biophysique des sols Corine Land Cover (CLC), est marquée par l'importance des territoires agricoles (89,7 % en 2018), une proportion sensiblement équivalente à celle de 1990 (90,2 %). La répartition détaillée en 2018 est la suivante : 
prairies (46,8 %), terres arables (42,9 %), forêts (10,3 %). L'évolution de l’occupation des sols de la commune et de ses infrastructures peut être observée sur les différentes représentations cartographiques du territoire : la carte de Cassini (XVIIIe siècle), la carte d'état-major (1820-1866) et les cartes ou photos aériennes de l'IGN pour la période actuelle (1950 à aujourd'hui).

### Habitat et logement
En 2020, le nombre total de logements dans la commune était de 50, alors qu'il était de 43 en 2015 et de 55 en 2010.
Parmi ces logements, 62,3 % étaient des résidences principales, 13,7 % des résidences secondaires et 24 % des logements vacants. Ces logements étaient pour 97,9 % d'entre eux des maisons individuelles et pour 2,1 % des appartements.
Le tableau ci-dessous présente la typologie des logements à la La Quarte en 2020 en comparaison avec celle de la Haute-Saône et de la France entière. Une caractéristique marquante du parc de logements est ainsi une proportion de résidences secondaires et logements occasionnels (13,7 %) supérieure à celle du département (6,2 %) et à celle de la France entière (9,7 %). 
| Typologie                                               | La Quarte | Haute-Saône | France entière |
| ------------------------------------------------------- | --------- | ----------- | -------------- |
| Résidences principales (en %)                           | 62,3      | 83          | 82,1           |
| Résidences secondaires et logements occasionnels (en %) | 13,7      | 6,2         | 9,7            |
| Logements vacants (en %)                                | 24        | 10,7        | 8,2            |

## Politique et administration

### Rattachements administratifs et électoraux
La commune fait partie de l'arrondissement de Vesoul du département de la Haute-Saône, en région Bourgogne-Franche-Comté
La Quarte faisait partie depuis 1793 du canton de Vitrey-sur-Mance. Dans le cadre du redécoupage cantonal de 2014 en France, cette circonscription administrative territoriale a disparu, et le canton n'est plus qu'une circonscription électorale.

#### Rattachements électoraux
Pour les élections départementales, la commune fait partie depuis 2014 du canton de Jussey
Pour l'élection des députés, elle fait partie de la  première circonscription de la Haute-Saône.

### Intercommunalité
La commune faisait partie de la Communauté de Communes des Savoir-Faire (ex : communauté de communes du pays Vannier, créée en 1996) et qui s'étendait sur les départements de la Haute-Marne et de la Haute-Saône, et qui regroupait environ 3 000 habitants.
L'article 35 de la loi n° 2010-1563 du 16 décembre 2010 « de réforme des collectivités territoriales » prévoyant d'achever et de rationaliser le dispositif intercommunal en France, et notamment d'intégrer la quasi-totalité des communes françaises dans des EPCI à fiscalité propre, dont la population soit normalement supérieure à 5 000 habitants : 

- la communauté de communes du pays Vannier (Haute-Marne et Haute-Saône) ; 

- la communauté de communes du pays d'Amance (Haute-Marne) ;

- la communauté de communes du canton de Laferté-sur-Amance (Haute-Marne) ;

ont fusionné le 1er janvier 2013 pour former la communauté de communes des Savoir-Faire dont la commune fait désormais partie

### Liste des maires
| Période                                  | Période                        | Identité         | Étiquette | Qualité                                              |
| ---------------------------------------- | ------------------------------ | ---------------- | --------- | ---------------------------------------------------- |
| Les données manquantes sont à compléter. |                                |                  |           |                                                      |
|                                          |                                |                  |           |                                                      |
| 1972                                     | 2014                           | Serge Deroy      | UMP       | Conseiller général de Vitrey-sur-Mance (2008 → 2015) |
| 2014                                     | 2022                           | Michel Huot      |           |                                                      |
| avril 2023                               | En cours (au 30 novembre 2023) | Serge Courtevoie |           | Agriculteur                                          |

## Population et société

### Démographie
L'évolution du nombre d'habitants est connue à travers les recensements de la population effectués dans la commune depuis 1793. Pour les communes de moins de 10 000 habitants, une enquête de recensement portant sur toute la population est réalisée tous les cinq ans, les populations de référence des années intermédiaires étant quant à elles estimées par interpolation ou extrapolation. Pour la commune, le premier recensement exhaustif entrant dans le cadre du nouveau dispositif a été réalisé en 2006.

En 2022, la commune comptait 63 habitants, en évolution de −1,56 % par rapport à 2016 (Haute-Saône : −1,4 %, France hors Mayotte : +2,11 %).
| 1793 | 1800 | 1806 | 1821 | 1831 | 1836 | 1841 | 1846 | 1851 |
| ---- | ---- | ---- | ---- | ---- | ---- | ---- | ---- | ---- |
| 334  | 325  | 242  | 299  | 315  | 279  | 277  | 293  | 295  |

| 1856 | 1861 | 1866 | 1872 | 1876 | 1881 | 1886 | 1891 | 1896 |
| ---- | ---- | ---- | ---- | ---- | ---- | ---- | ---- | ---- |
| 243  | 233  | 242  | 207  | 219  | 210  | 209  | 184  | 178  |

| 1901 | 1906 | 1911 | 1921 | 1926 | 1931 | 1936 | 1946 | 1954 |
| ---- | ---- | ---- | ---- | ---- | ---- | ---- | ---- | ---- |
| 161  | 179  | 184  | 161  | 297  | 138  | 125  | 126  | 133  |

| 1962 | 1968 | 1975 | 1982 | 1990 | 1999 | 2006 | 2011 | 2016 |
| ---- | ---- | ---- | ---- | ---- | ---- | ---- | ---- | ---- |
| 103  | 95   | 89   | 76   | 72   | 60   | 78   | 65   | 64   |

| 2021 | 2022 | - | - | - | - | - | - | - |
| ---- | ---- | - | - | - | - | - | - | - |
| 65   | 63   | - | - | - | - | - | - | - |

## Économie
Hors l'agriculture classique de cette région, les habitants du village cultivaient l'osier. Fin XIX-début XXème de nombreux vanniers résidaient au village, certains ayant la double activité d'agriculteur et de vannier.
La culture de l'osier est encore existante dans le petit village de La Quarte. La proximité de la capitale de la vannerie, Fayl-Billot, permet cet exploitation et les débouchés auprès des vanniers du secteur et de toute la France.
Une entreprise de taxi a son siège au village.
Depuis quelques années, des gîtes en chalet permettent des locations saisonnières.
Un restaurant participe également à l'économie du village.

## Culture locale et patrimoine

### Lieux et monuments
- Église sous le titre de saint Gilbert - construite en 1737 par Jean Boicelle, agrandie en 1798. Restaurée dans les années 2000-2010.

### Héraldique
| Blason de La Quarte | Blason  | De sinople à l'arbre d'or, au franc canton d'or fretté de gueules. |
| Blason de La Quarte | Détails | Le statut officiel du blason reste à déterminer.                   |